# 常规与非常规抗体
常规与非常规抗体，又称规则与不规则抗体，是根据抗体生产时间甚至出发其生产事件的不同，所区分出来的两组抗体。

## 常规抗体
常规抗体，又称规则抗体，通常指直接作用于ABO血型系统的同种红细胞凝集素。它们通常在人生的头一年内出现，属于M种型的免疫球蛋白。至于它属于不受诸如感染、疫苗注射等其它外来抗原或者被动免疫过程刺激就会产生的天然抗体，还是相反的情况，目前并不确定。

## 非常规抗体
非常规抗体，又称不规则抗体，指的是所有非ABO血型系统相关的抗体，然而这个术语主要是指会引起输血中血型不相容的非ABO血型系统同种抗体。非常规抗体通常是G种型的免疫球蛋白，并且在首次暴露在外来抗原之后才会产生。然而即便是ABO抗体，目前也假设是通过生命早期时暴露在外来抗原下所产生的。